# Zaragocyon
Zaragocyon — викопний одновидовий рід геміціонових хижих з раннього міоцену Іспанії.